# Naoki Hatta
Naoki Hatta (八田 直樹?, Hatta Naoki; Ise, 24 giugno 1986) è un ex calciatore giapponese, di ruolo portiere.

## Palmarès

### Club

#### Competizioni nazionali
- Coppa J. League: 1

Júbilo Iwata: 2010
- J2 League: 1

Júbilo Iwata: 2021

#### Competizioni internazionali
- Coppa Suruga Bank: 1

Júbilo Iwata: 2011